# Раучуа
Ра́учуа (Раучуван, Большая Бараниха, Раучай) — река на Дальнем Востоке. Протекает по территории Чаунского района Чукотского автономного округа России.
По площади бассейна Раучуа занимает 7-е место среди рек Чукотки и 69-е — в России.

## Исторические сведения
Название произошло от чук. Равчыван — «место после победы над стойбищем». Возникновение топонима связано с вооружёнными столкновениями чукчами-оленеводами с эвенскими или юкагирскими племенами в XIX в. По другой версии название трактуется на русский язык как «узкое место, как бы просверленное коловоротом».
Впервые нанесена на карту в 1823 году полярными исследователями Ф. П. Врангелем и Ф.Ф Матюшкиным как Большая Бараниха. В 1848 году в устье реки была основана самая северо-восточная православная миссия проповедника А. Аргентова, после чего река на картах стала отмечаться как Раучуван.

## Гидрография
Длина реки 323 км, площадь бассейна 15400 км². Берёт начало с Илирнейского кряжа. Общее направление течения — северо-западное. В верховье протекает через озеро Раучувагыткын. В верхнем и среднем течении Раучуа является среднегорной тундровой рекой с галечными косами, перекатами и зарослями ивняка по берегам проток. Большая часть впадающих ручьёв и речек во второй половине лета обычно пересыхают. Дельта расположена на приморской равнине, где имеется множество озёр лагунно-термокарстового происхождения. Впадает в Восточно-Сибирское море несколькими протоками, глубина при впадении составляет 1,5-5 м. Устье подвержено сгонно-нагонными колебаниями уровня со стороны моря в пределах 1-1,5.
Толщина многолетнемёрзлого слоя пород в долине Раучуа составляет 94 метра и более. При этом существует подрусловой талик.

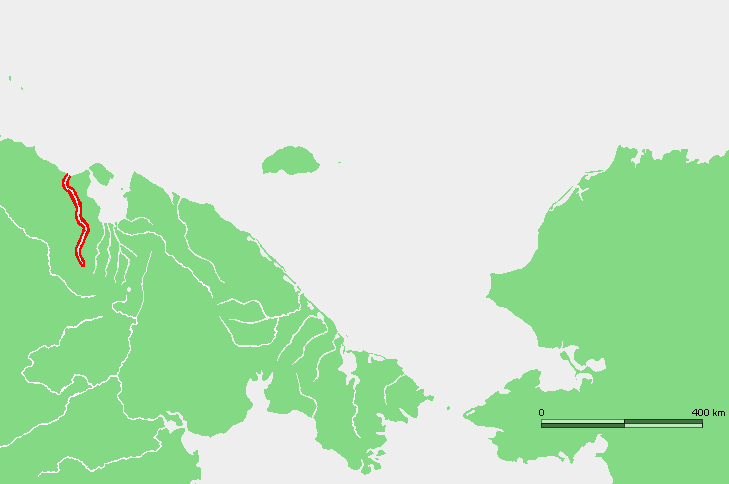
Река Раучуа

### Водный режим
Раучуа замерзает в октябре и остаётся под ледяным покровом до мая. Среднемноголетний расход воды около 110 м³/с (устье), объём стока 3,472 км³. Более 90 % годового стока воды приходится на период с мая по октябрь. В верховьях и средней части река перемерзает значительную часть года. На реке имеется несколько наледей площадью 12,8 км².

### Притоки
Объекты по порядку от устья к истоку (км от устья: ← левый приток | → правый приток | — объект на реке):
- 2 км: пр → Эюкууль
- ? км: протока Козьмина[уточнить][14]
- 18 км: протока Илистая
- 21 км: лв ← Куулькай
- 38 км: лв ← Эргувеем
- 43 км: лв ← Привал
- 47 км: лв ← Солнечный
- 54 км: лв ← Овражный
- 55 км: лв ← Спокойный
- 62 км: лв ← Дымный
- ? км: лв ← Мокрый[15]
- 68 км: лв ← Вернитакайвеем
- 75 км: лв ← Встречный
- 80 км: лв ← Близкий[15]
- 82 км: лв ← Нуаткивеем
- ? лв ← Рукав[15]
- 90 км: пр → Нгаглойнгывеем
- 90 км: лв ← ручей Рукав
- 120 км: лв ← Кэлильвунвеем
- 132 км: лв ← Эвычакэй[15]
- 140 км: лв ← Лучевой[15]
- 141 км: лв ← Мырговаам
- 141 км: лв ← Прямой
- 143 км: пр → Конэваам
- 156 км: лв ← Рытчатыгын
- 159 км: лв ← Арнипелал
- 176 км: лв ← Рыннатынин
- 178 км: лв ← Семыскывеемкай
- 184 км: лв ← Кеютывеем
- 185 км: пр → Пультыткувеемкай
- 194 км: лв ← река без названия
- 197 км: пр → Полонка
- 200 км: пр → Гремучая
- 218 км: лв ← Отрог
- 225 км: лв ← Арынпыгляваам
- 226 км: пр → Эльвенейвеем
- 233 км: пр → Горный
- 236 км: лв ← Номнункувеем
- 244 км: лв ← Стремительный[16]
- 246 км: пр → Лельвеургын
- 249 км: лв ← Гусиный
- 259 км: лв ← Медвежий
- 261 км: лв ← Западный
- 264 км: пр → Мутная
- 265 км: лв ← Заросший
- ? км: лв ← Граничащий
- ? км: лв ← Дождевой[16]
- 269 км: пр → Челенвеем
- 274 км: лв ← Скрытый
- 280 км: лв ← Левый Раучуваваам
- 296 км: лв ← Приозёрный
- ? км: — озеро Раучувагыткын[10]
- 305 км: пр → Правый Раучуваваам
- 310 км: река без названия

## Климат
Климат в бассейне реки континентальный арктический с длительной морозной зимой. Средняя температура января составляет −35 °C, июля +10 °C. Абсолютный максимум температуры зарегистрирован в июле 1977 года +31,6 °C, абсолютный минимум в феврале 1978 года −52,5 °C. За год выпадает около 200 мм осадков, в низовьях ещё меньше, при этом бо́льшая их часть приходится на осенний период, поэтому к концу лета даже в сырых прибрежных кочкарных тундрах происходит сильное иссушение почвы.
С 1941 года в устье Раучуа действует труднодоступная полярная метеостанция.

## Флора и фауна

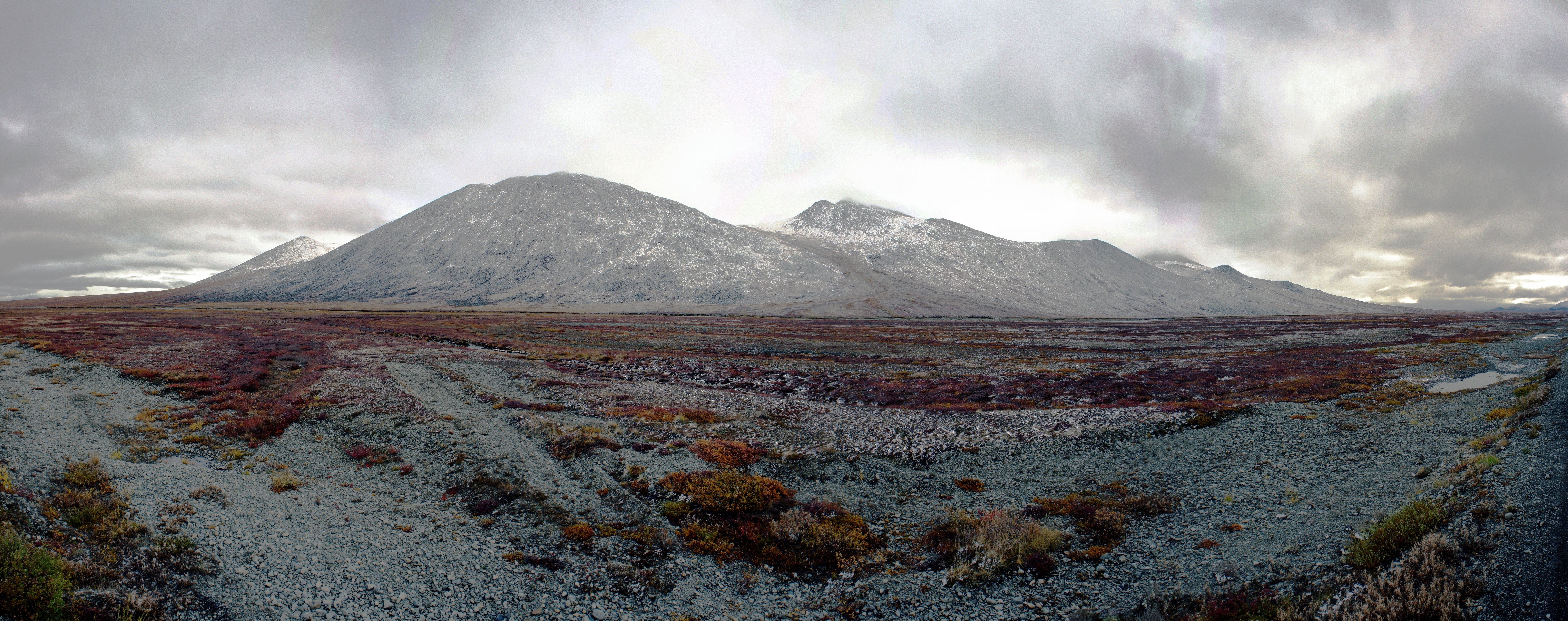
Долина реки Раучуа

Прибрежная флора насчитывает 320 видов сосудистых растений, где присутствуют степные, бореальные, арктические и арктоальпийские виды.
В Раучуа заходят лососёвые: горбуша, кета, мальма, гольцы; обитают: чир, сибирская ряпушка, пыжьян, восточносибирский хариус, в устье встречается редкий эндемик — арктический омуль. Рыбные запасы реки подорваны плохо контролируемым многолетним выловом.

## Охрана природы
В низовьях реки организован местный заказник Раучуа, в перспективе планируется создать здесь участок водно-болотного угодья международного значения.